# Maître de la Madeleine

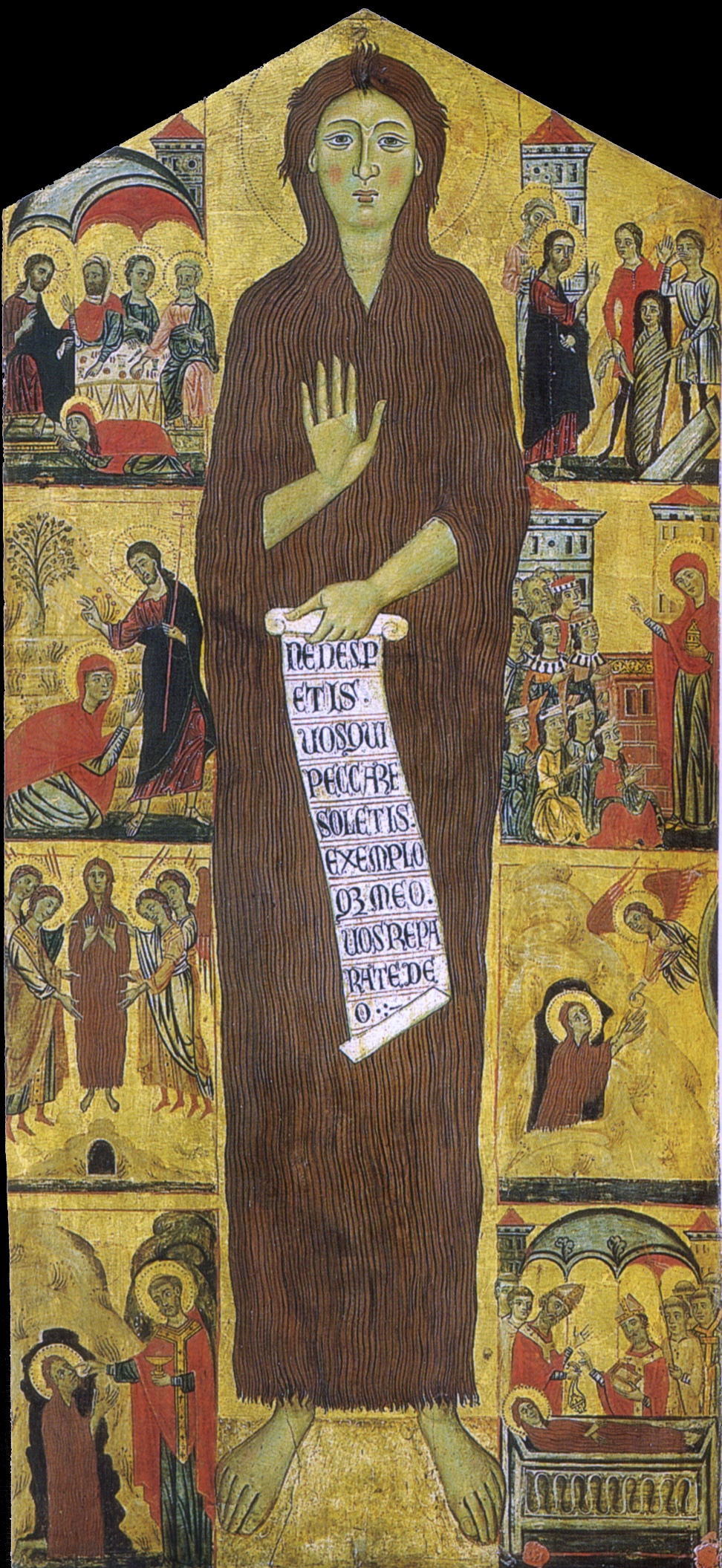
Madeleine pénitente et huit histoires de sa vie (vers 1280-1285), Galleria dell'Accademia de Florence.

Le Maître de la Madeleine  (en italien, Maestro della Maddalena) est un peintre italien anonyme qui fut actif en Toscane, au cours de la seconde moitié du Duecento. Le peintre Filippo di Jacopo, actif à Florence, vers 1265 – 1290 est pressenti comme pouvant être ce maître.
Ce nom a été attribué à partir d'un grand tableau de la « Madeleine pénitente et huit histoires de sa vie » conservée à la Galleria dell'Accademia de Florence.
Parmi les principales caractéristiques de son style, les historiens de l'art distinguent une multitude de petites scènes narratives, une désharmonie des figures, la répétition systématique de typologies de visages et une répétition des compositions.
Selon Miklós Boskovits, le peintre Grifo di Tancredi aurait fréquenté son atelier, et l'aurait influencé lors de leur collaboration.  

## Œuvres
- Triptyque de la Vierge à l'Enfant et histoires de la vie du Christ, vers 1270, tempera et or sur bois 40,6 × 56,6 cm, New York, Metropolitan Museum of Art.
- Madeleine pénitente et huit histoires de sa vie, vers 1280-1285, tempera et or sur bois, 178 × 90 cm, Galleria dell'Accademia de Florence.
- Vierge à l'Enfant sur un trône avec deux personnages auréolés; l’Annonciation, deux saintes couronnées (les deux vierges martyres de sainte Ursule?), le Baptême du Christ et en bas à droite saint Dominique ou Fra Gherardo (?), vers 1285-1290, tempera et or sur panneau, 36,8 × 31,8 cm, Newark, Collection Alana en 2012[3].
- Saint Luc, vers 1280-1285, tempera et or sur bois, 132 × 50 cm, Florence, galerie des Offices.
- Vierge à l'Enfant, vers 1280-1290, Poppi, église San Fedele.
- Vierge à l'Enfant, fragment, New York, Metropolitan Museum of Art.
- Certaines mosaïques de la coupole du Baptistère de Florence.
- Cène sur fond d'or, fin du XIIIe siècle, Avignon, musée du Petit Palais.

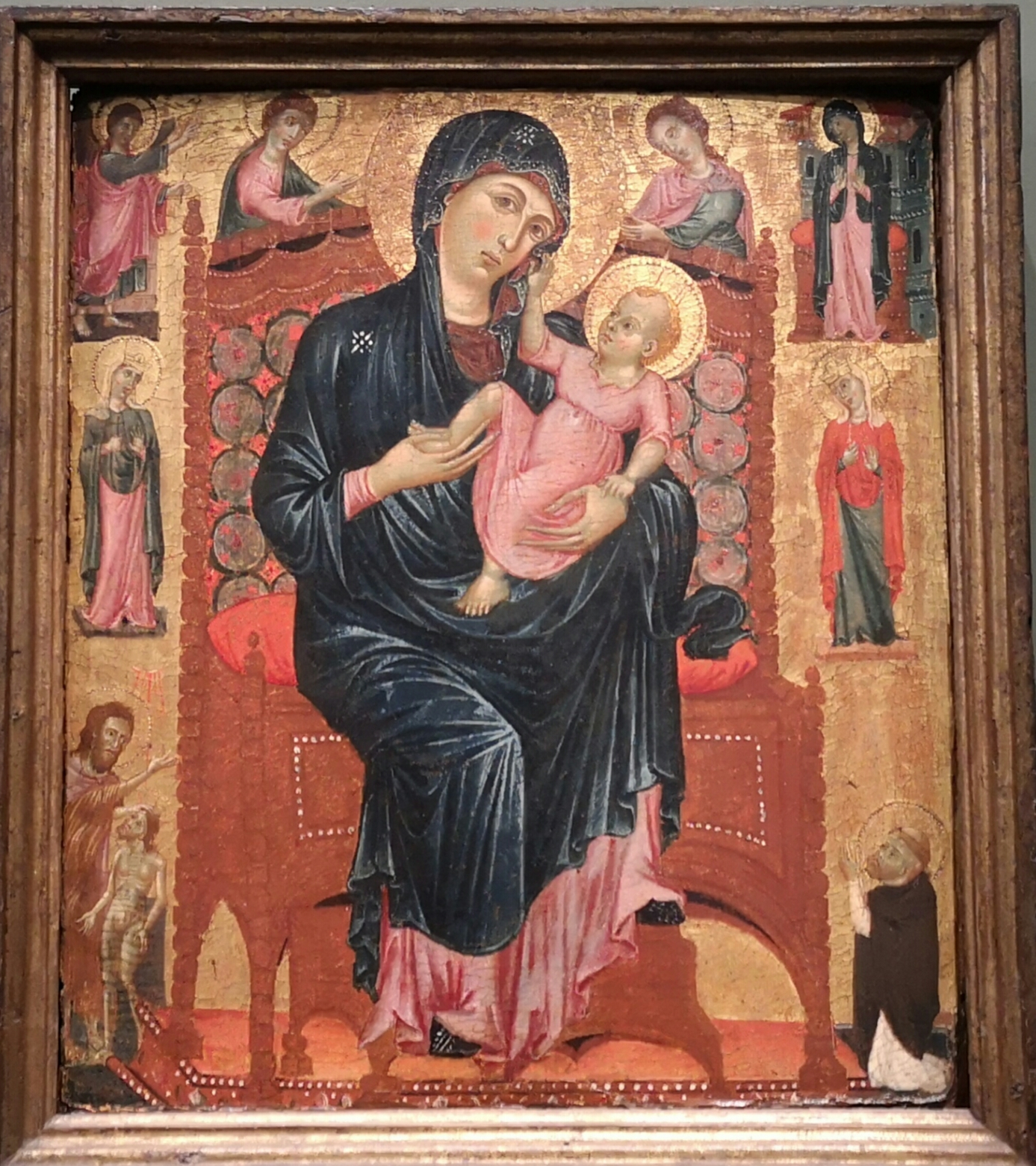
Vierge à l'Enfant, collection Alana (Newark)
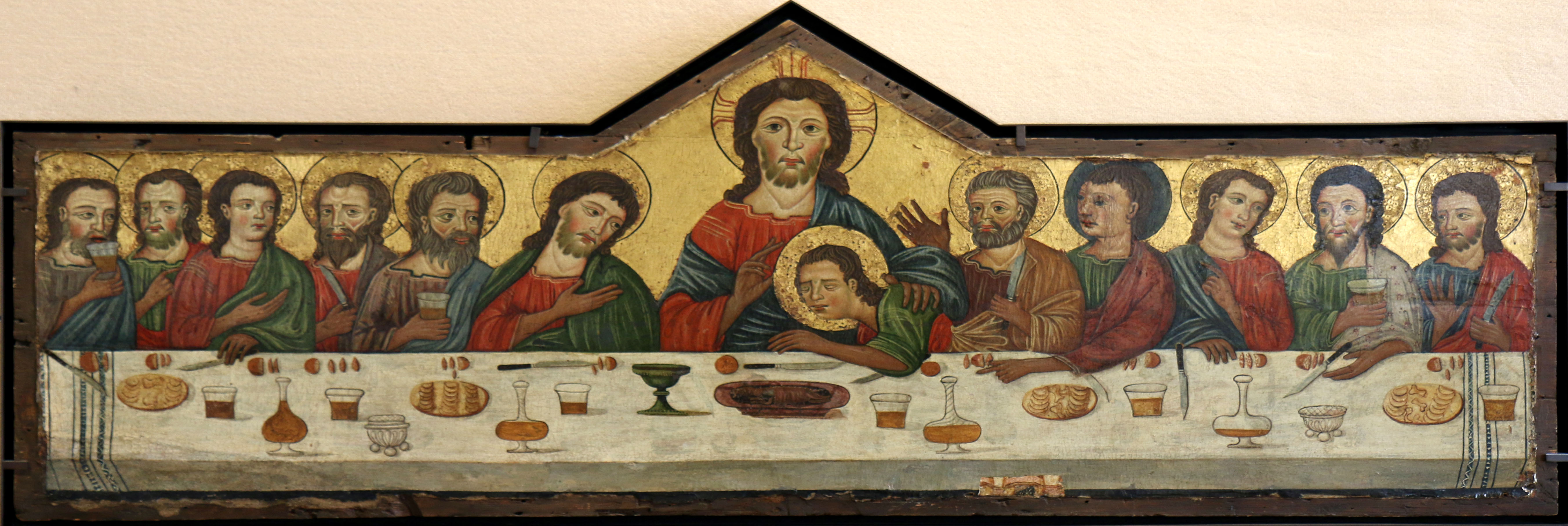
La Cène, Avignon